# Colonne sonore di Bleach
Le musiche nell'anime di Bleach, manga dal titolo omonimo opera di Tite Kubo, si dividono in un innumerevole mole di quantità e di diverse specie.

Scena della prima sigla di apertura

Segue una lista della suddivisione di tutte le diverse categorie.

## Sigle
In Bleach, così come ogni anime in onda in Giappone, ci sono sigle di apertura e sigle di chiusura.
In totale, su 355 sono state realizzate 15 sigle iniziali e 30 finali. In genere, le prime cambiano ogni ventisei episodi, le seconde ogni tredici.

### Sigle di apertura
01: *~Asterisk dei Orange Range [Epi 1-25]
Questa prima sigla di Bleach è basata principalmente su Ichigo e Rukia; si vedono tuttavia tutti i personaggi dei primi episodi, quali la Famiglia Kurosaki, Kon, Inoue Orihime, Tatsuki Arisawa, Chad, l'Urahara Shop Staff e solo nelle immagini finali Uryū Ishida.
02: D-tecno Life dei UVERworld [Epi 26-51]
Questa seconda sigla inaugura l'invasione nella Soul Society: Rukia è infatti rinchiusa nella torre bianca, ed il gruppo di Ichigo insieme a Ganju e Yoruichi alla sua ricerca. Sono inoltre presenti tutti i capitani sul Soukyoku e tutti i luogotenenti, anche se alcuni di loro solo leggermente; la sequenza tuttavia mostra dei combattimenti (come quello tra Uryūu e Hitsugaya) non presenti in realtà nella storia, con l'unica spiegazione che essi servono solo come animazione della sigla, senza altro senso pratico ai fini di trama. La sigla arriva sino allo scontro tra Ichigo ed Renji Abarai.
03: Ichirin no hana [Unico Fiore] dei High and Mighty Color [Epi 52-74]
Questa sigla chiude la saga nella Soul Society ed inizia la saga non tratta dal manga dei Bount. All'inizio della sigla appaiono in ordine tutti i componenti conosciuti delle 13 Compagnie, con l'aggiunta finale di Yoruichi Shihōin (sia in versione gatto, che in versione umana), Rukia ed Ichigo, la quale immagine viene sovrapressa dal logo di Bleach mentre si vede una sfumatura verso la sua versione di Hollow.
Nella seconda metà della sigla è visibile il bankai di Tōshirō Hitsugaya, lo Shikai di Yamamoto, Soi Fon, Yoruichi, ed il Bankai di Renji Abarai. La sigla finisce con il bankai di Byakuya Kuchiki opposto ad Ichigo in preparazione del suo Bankai.
04: Tonight, Tonight, Tonight [Stanotte, Stanotte, Stanotte] dei Beat Crusaders [Epi 75-97]
Questa è la sigla che durerà per tutti gli episodi non tratti dal manga, che termineranno poco dopo l'inizio della quinta sigla. Proprio a causa di questo utilizzo, nella sigla non ci sono scene del manga, ma si vedono i personaggi più importanti della parte non tratta dal manga in abiti umani e, soprattutto, tutti i personaggi di questa parte.
Particolare è l'immagine visibile dopo le successioni dei vari nemici: essa infatti varia ad ogni episodio, col cominciare di Inoue Orihime, sino ad arrivare ai personaggi del manga spoiler appartenenti alla saga degli Arrancar, quali Grimmjow Jaegerjaques, Shinji Hirako, Ulquiorra ed Sōsuke Aizen.
05: Rolling Star [Stella Rotolante] di YUI [Epi 98-120]
Con questa sigla, precisamente dall'episodio 110, Bleach esce dalla saga non tratta dal manga, per entrare in quella degli Arrancar; in questa sigla tuttavia essi non sono visibili, in quanto il filmato della sigla precede la saga di più di dieci episodi, non dando la possibilità agli animatori di inserirli nelle immagini. È possibile tuttavia vedere Matsumoto, Hitsugaya e Renji in veste da Shinigami sulla terra, Aizen Sousuke nelle vesti di capo di Las Noches, ed Inoue.
A fine sigla inoltre le immagini giungono fino agli attuali episodi 123/124, nei quali è visibile Kurosaki Ichigo in versione Hollow (che viene chiamato tra i fan anche Shirosaki, in quanto il Kuro di Kurosaki vuol dire Nero in giapponese, e Shiro Bianco).
Curiosità: intorno agli episodi 100/110 il normale video della sigla è variato facendo vedere immagini prese dal film di Bleach: Memories of Nobody.
06: Alones [Soli] dei Aqua Timez (eps 121-143)
Questa sigla è molto avanti rispetto al punto della saga dal quale ha cominciato ad andare in onda: si vedono infatti tutti e 10 gli Espada, è visibile il palazzo di Las Noches, Aizen con accanto Gin e Tousen ed inoltre, si vede Inoue che si dirige da Aizen.
Durante la sigla si vedono anche il gruppo di Kurosaki, insieme a Rukia ed Abarai nel deserto dell'Hueco Mundo, accompagnati (come nel caso della seconda sigla, anche questa è una libertà degli animatori) dal gruppo della Gotei 13 inviato sulla terra.
Il resto della gotei è visibile comunque nella sigla, tutti in veste da Shinigami nella Soul Society.
Nonostante durante l'episodio sia nel manga intorno al capitolo 215, nella sigla si arriva sino a scene provenienti dai capitoli 238 (Inoue che sta per baciare Ichigo) o addirittura successivi (come i ragazzi nell'Hueco).
Infine una curiosità, il diario che si vede all'inizio riporta la scritta goodbye halcyon days, ovvero lo stesso titolo di un capitolo proveniente dal capitolo 237.
07: After Dark [Dopo le tenebre] dei Asian Kung-Fu Generation (eps 144-167)
Il protagonista, insieme a Chad e Ishida, raggiunti da Renji e Rukia, avanzano nel Hueco mundo alla ricerca di Orihime. Si vedono anche i nuovi personaggi fra cui Nel e i suoi fratelli, in versione deformed. In bianco e nero invece appaiono gli Espada seduti intorno ad un tavolo con Aizen al posto d'onore. Inoue ha il vestito tipico degli Arrancar, e la sigla finisce con Ichigo che entra nelle stanze di Las Noches e irrompe nella stanza dove gli Espada si erano radunati, attaccando Aizen. Una curiosità: la scena in bianco e nero del raduno degli Espada è identico alla scena presente nel manga. Curiosità: dalla puntata 151 alla 154 nella sigla cambiano le immagini che sono prese dal secondo film di Bleach: Diamond Dust Rebellion.
08: Chu-Bura dei KELUN
09: Velonica dei Aqua Timez
10: Shōjo S [Ragazze S] delle SCANDAL
11: Anima Rossa dei Porno Graffitti
12: chAngE [Cambiare] di Miwa
13: Ranbu no Melody [Melodia della Danza di Guerra] di SID
14: BLUE [Blu] dei ViViD
15: Harukaze delle SCANDAL

### Sigle di chiusura
01: Life is Like a Boat [La vita è come una barca] di Rie Fu [Epi 1-13]
La prima sigla finale di Bleach è dedicata a Rukia Kuchiki e parla dei suoi pensieri interni, e della sua solitudine appena giunta sulla terra. Nota particolare, è l'unione del testo giapponese con il testo inglese nella sigla.
02: Thank You!! [Grazie!!] dei HOME MADE KAZOKU [Epi 14-25]
In questa sigla sono visibili solamente Chad, Uryūu, Inoue, Kon, Ichigo e Rukia prima dell'entrata nella Soul Society; come la precedente però, è principalmente basata su Rukia e i suoi pensieri, soprattutto la gratitudine che, in base alle immagini, ha per Ichigo.
03: Houkiboshi [Cometa] da Younha [Eps 26-38]
Da questa sigla si inaugura la saga nella Soul Society; particolare unico di questa terza sigla è l'avere ad ogni episodio un video differente: si succedono infatti nelle 13 messe in onda della sigla, 13 video differenti raffiguranti ognuno una compagnia della Gotei 13, secondo il seguente ordine: 6ª Compagnia - 3ª Compagnia - 11ª Compagnia - 12ª Compagnia (Con anche Urahara) - 4ª Compagnia - 2ª Compagnia (Con Yoruichi) - 9ª Compagnia - 7ª Compagnia - 5ª Compagnia - 10ª Compagnia - 1ª Compagnia - 8ª Compagnia - 13ª Compagnia.
04: Happy People [Gente felice] dei Skoop on Somebody [Epi 39-51]
Con questa sigla si esce dall'aria della Soul Society in quanto è quasi tutta ambientata sulla terra: non per questo però non ci sono gli Shinigami; sono infatti tutti presenti, nelle loro normali vesti, nella Soul Society. Particolare interessante è vedere Gin insieme ai capitani quali Byakuya, Hitsugaya, Kyoraku ed Ukitake, e la mancanza sia di Aizen che di Tousen.
05: Life [Vita] di Yui [Epi 52-63]
La saga della Soul Society termina proprio con l'ultimo episodio trasmesso con questa sigla. Life ha due versioni video, una riguardante gli umani della serie, quali i compagni di classe di Ichigo e gli altri; l'altra invece è con gli Shinigami. Entrambe però hanno in comune la scena iniziale, con Rukia, il gruppo di Ichigo che lo segue nella Soul Society, Urahara e Yoruichi in versione umana. Nella versione con gli Shinigami poi seguono delle sequenze con alcuni capitani e luogotenenti, tra cui anche Komamura in versione volpe senza maschera.
06: My Pace [Mio passo] dei SunSet Swish [Epi 64-74]
Da qui inizia la saga non tratta dal manga, per cui il video della sigla ci mostra principalmente le tre anime modificate, Cloud, Nova e Ririn, sia in versione umana, che in versione peluche.
Si vedono inoltre Ichigo e Kon, ed i Bount, i nemici della saga non tratta dal manga.
07: Hanabi [Fuochi d'Artificio] dai Ikimono-gakari [Epi 75-86]
Particolarissima sigla, che nonostante si trovi durante la parte non tratta dal manga, non ha nessuna scena con i personaggi creati per quella saga: sono presenti infatti all'inizio Ichigo, Hitsugaya, Chad, Ikkaku e Uryūu in un'insolita veste viola con lo sfondo dei fuochi d'artificio (nome infatti della sigla). Nelle scene successive appaiono Matsumoto, Yoruichi in versione umana, Inoue in versione Shinigami, Ichigo in versione Shinigami con Zangetsu bendata ed Hitsugaya vestito da capitano.
In seguito si susseguono tutte le donne Shinigami, tra cui Soi Fon, Hinamori, Unohana, tutte in vesti umane e non da Shinigami. Successivamente continuano le scene Shinigami con Rukia, Renji che impugna Zabimaru, Unohana ed Ikkaku.
La sigla finisce con una scena con tutte le ragazze Shinigami insieme a Inoue e Yoruichi distese in vesti umane.
08: MOVIN!! [In movimento] dai Takacha [Epi 87-97]
In questa sigla tornano le tre anime della parte non tratta dal manga in compagnia di Kon, presenti nella maggior parte delle scene della sigla: nell'altra parte ci sono Ichigo, Rukia, Chad, Uryūu ed Inoue in un'animazione diversa dal solito: i personaggi infatti sono disegnati in modo bidimensionale, senza ombre o movimenti.
09: Baby It's You [Cara sei tu] da JUNE [Epi 98-109]
In questa sigla si dice la parola fine alla parte non tratta dal manga: si ritorna infatti a sigle interamente dedicate agli Shinigami, anche se con una qualità abbastanza scarsa.
Da notare che come per la terza sigla finale, anche in questa sigla alcune scene cambiano ad ogni messa in onda: la prima volta ci sono due scene singole con Byakuya, che successivamente vengono sostituite con scene di Ukitake, Soi Fon, Renji, Mayuri, Komamura, Hitsugaya ed Unohana.
Dopo Unohana, il video della sigla viene modificato per sponsorizzare il film, come successo per la quinta sigla finale.
10: Sakura Biyori [Tempo dei Petali di Ciliegio] di Mai Hoshimura [Epi 110-120]
Si ritorna alla trama principale, e la conseguente sigla è piena dei nuovi personaggi e delle nuove situazioni prese dal manga.
In mezzo alle scene ricce di petali di ciliegio (prese dal titolo della canzone) si vedono Isshin Kurosaki, Ryuuken Ishida, Hirako Shinji ed Hiyori.
Nelle scene successive si vedono il gruppo di Hitsugaya in versione umana, Aizen, Gin e Tousen, ed anche alcuni arrancar.
11: Tsumasaki [Unghie] dai Ore Ska Band [Epi 121-131]
Questa sigla non ha nessun collegamento con la trama, ed anche le parole della sigla non si connettono in alcun modo alla trama in corso. La grafica è inoltre molto poco curata, e l'unica nota positiva è che sono presenti molti dei personaggi apparsi nella prima serie di Bleach, tutti in versione umana.
12: Daidai (Bitter Orange) [Arancione Amaro] dei Chatmonchy[Epi 132-143]
Inoue, rinchiusa in una cella, nella base di Las Noches, osserva la notte fuori da una finestra piena di sbarre. Poi come se si entrasse nella mente della ragazza si vede lei nei giorni felici in compagnia di Ichigo e dei suoi amici, che osserva un tramonto.
13: Tane wo maku hibi [Spargere le origini dei giorni] di Atari Kousuke [Epi 144-154]
Ichigo sta comodamente sdraiato, mentre scorrono al suo lato le figure in posa di diversi personaggi, sia suoi alleati (Rukia, Chad ed Uryū) sia nemici (tra cui Dordonii, Cirucci ed Aaroniero). In seguito si alza per andare dalla sua famiglia. Curiosità: dalla puntata 151 alla 154 cambiano le immagini, che mostrano scene del secondo film di Bleach: Diamond Dust Rebellion.
14: Kansha [Gratitudine] di Real Street Projet [Epi 155-167]
Qui si vedono Kon, Ririn, Nova e Claud nei loro pupazzi che passeggiano e dietro si vedono i vari personaggi a Hueco Mundo.
15:Orange [Arancione] di Lil'B [Epi 160-179]

## Album

### Beat Collection
| Titolo | Numero | Data di uscita    |  |
| --- | --- | ----------------- |  |
| | |                   |  |
| Bleach Beat Collection (Ichigo Kurosaki) | 1 | 22 giugno, 2005   |  |
| 1. My Blade As My Pride (La mia spada è il mio coraggio) 2. Tattoos on the Sky (Tatuaggio sul cielo) 3. Memories in the Rain (Memorie della pioggia) 4. My Blade As My Pride (Versione strumentale) | |                   |  |
| | |                   |  |
| Bleach Beat Collection (Renji Abarai) | 2 | 20 luglio, 2005   |  |
| 1. Rosa Rubicundior, Lilio Candidior (Più rosso di una rosa, più bianco di un giglio) 2. Standing To Defend You (In piedi per difenderti) 3. Gomi Tamemitai na Machi de Oretachi wa Deatta 4. Rosa Rubicundior, Lilio Candidior (Versione strumentale) | |                   |  |
| | |                   |  |
| Bleach Beat Collection (Uryū Ishida) | 3 | 24 agosto, 2005   |  |
| 1. Quincy no Hokori ni Kakete 2. Aesthetics and Identity 3. Suigintou no Yoru 4. Quincy no Hokori ni Kakete (Versione strumentale) | |                   |  |
| | |                   |  |
| Bleach Beat Collection (Hanatarō Yamada and Kon) | 4 | 19 ottobre, 2005  |  |
| 1. Shinpainai Oneesan (Senza timore sorellona) 2. Hanataro desu (Sono Hanataro) 3. LIONS NEVER SURRENDER (I leoni si arrendono mai) 4. Shimpainai Oneesan (Versione strumentale) | |                   |  |
| | |                   |  |
| Bleach Beat Collection (Gin Ichimaru) | 5 | 21 dicembre, 2005 |  |
| 1. Sekai wa Sude ni Azamuki no Ue ni 2. Fuyu no Hanabi con Rangiku (Fuochi d'artificio invernali) 3. Hyouri 4. Sekai wa Sude ni Azamuki no Ue ni (Versione strumentale) | |                   |  |
| | |                   |  |
| Bleach Beat Collection Seconda Sessione 1 (Ichigo Kurosaki e Zangetsu) | 6 | 3 maggio, 2006    |  |
| 1. Sky High (Cielo Alto) 2. Rain (Pioggia) 3. Zan 4. Sky High (Versione strumentale) 5. Rain (Versione strumentale) 6. Zan (Versione strumentale) | |                   |  |
| | |                   |  |
| Bleach Beat Collection Seconda Sessione 2 (Tōshirō Hitsugaya, Rangiku Matsumoto e Momo Hinamori) | 7 | 7 giugno, 2006    |  |
| 1. This Light I See (È questa la luce che vedo) 2. Momoiro no Hana 3. Ran Hana – Ranka 4. This Light I See (Versione strumentale) 5. Momoiro no Hana (Versione strumentale) 6. Ran Hana – Ranka (Versione strumentale) | |                   |  |
| | |                   |  |
| Bleach Beat Collection Seconda Sessione 3 (Kenpachi Zaraki, Yachiru Kusajishi, Ikkaku Madarame e Yumichika Ayasegawa) | 8 | 2 agosto, 2007    |  |
| 1. We (Noi) 2. COME to LIKE it. This FIGHT Now. (Vieni per farti piacere adesso questa battaglia) 3. Funny days (Giorni divertenti) 4. We (Versione strumentale) 5. COME to LIKE it. This FIGHT Now. (Versione strumentale) 6. Funny days (Versione strumentale) | |                   |  |
| | |                   |  |
| Bleach Beat Collection Seconda Sessione 4 (Jin Kariya, Ririn, Cloud, e Nova) | 9 | 4 ottobre, 2006   |  |
| 1. Looking For... (Cercando..) 2. Fighting Soul (Anima combattente) 3. GAME! GAME! GAME! (Gioco! Gioco! Gioco!) 4. Looking For... (Versione strumentale) 5. Fighting Soul (Versione strumentale) 6. GAME! GAME! GAME! (Versione strumentale) | |                   |  |
| | |                   |  |
| Bleach Beat Collection Second Session 5 (Rukia Kuchiki e Orihime Inoue) | 10 | 20 dicembre, 2006 |  |
| 1. Kaze (Vento) 2. La La La ♪ 3. Holy Fight (Combattimento sacro) 4. Wind (Versione strumentale) 5. la la la ♪ (Versione strumentale) 6. Holy Fight (Versione strumentale) | |                   |  |
| | |                   |  |
| Bleach Beat Collection Speciale Edizione (Ichigo Kurosaki & Tōshirō Hitsugaya) | 11 | 14 dicembre, 2006 |  |
| 1. JUST BLEACH (SEMPLICEMENTE BLEACH) 2. BLEACH THE LIMITATION (BLEACH LA LIMITAZIONE) | |                   |  |
| | |                   |  |
| Bleach Beat Collection The Best Volume 1 | 12 | 21 marzo, 2007    |  |
| \| Rock Side 1. Sky High 2. Standing to defend you '07 3. Suigintou no Yoru 'o7 4. Rosa Rubicundior, Lilio Candidior 5. COME to LIKE it. This FIGHT Now. 6. Looking For... 7. Hyouri '07 8. This Light I See '07 9. Ran Hana – Ranka 10. Wing ~Dub wind mix~ 11. Rain 12. JUST BLEACH \| Pops & Duet Side 1. GAME! GAME! GAME! 2. Funny days 3. la la la ♪ 4. Hanataro desu '07 5. Shinpainai Onee-san -KING KON Remix- '07 6. Momoiro no Hana '07 7. Aesthetics and Identity '07 8. Fuyu no Hanabi '07 9. Zan 10. We 11. Holy Fight '07 12. BLEACH THE LIMITATION \| | |                   |  |
| | |                   |  |
| Bleach Beat Collection Terza sessione 1 (Ulquiorra Schiffer) | 13 | 6 giugno, 2007    |  |
| 1. CRUSH THE WORLD DOWN (Schiaccia il mondo) 2. Our World (Il nostro mondo) 3. Messaggio vocale: Daisuke Namikawa | |                   |  |
| | |                   |  |
| Bleach Beat Collection Terza sessione 2 (Grimmjow Jeagerjaques) | 14 | 6 giugno, 2007    |  |
| 1. BrEaK (RoMpErE) 2. Six Feelings (Sei sensazioni) 3. Messaggio vocale: Junichi Suwabe | |                   |  |
| | |                   |  |
| Bleach Beat Collection Terza sessione 3 (Sōsuke Aizen) | 15 | 1º agosto, 2007   |  |
| 1. Hanabira 2. Kyoka Suigetsu 3. Messaggio vocale: Shō Hayami | |                   |  |
| | |                   |  |
| Bleach Beat Collection Terza sessione 4 (Kaname Tōsen) | 16 | 3 ottobre, 2007   |  |
| 1. Banshuu no Oto 2. Hoshi (Stelle) 3. Messaggio vocale: Toshiyuki Morikawa | |                   |  |
| Rock Side 1. Sky High 2. Standing to defend you '07 3. Suigintou no Yoru 'o7 4. Rosa Rubicundior, Lilio Candidior 5. COME to LIKE it. This FIGHT Now. 6. Looking For... 7. Hyouri '07 8. This Light I See '07 9. Ran Hana – Ranka 10. Wing ~Dub wind mix~ 11. Rain 12. JUST BLEACH | Pops & Duet Side 1. GAME! GAME! GAME! 2. Funny days 3. la la la ♪ 4. Hanataro desu '07 5. Shinpainai Onee-san -KING KON Remix- '07 6. Momoiro no Hana '07 7. Aesthetics and Identity '07 8. Fuyu no Hanabi '07 9. Zan 10. We 11. Holy Fight '07 12. BLEACH THE LIMITATION |                   |  |

## Original soundtrack

### Bleach Original Soundtrack 1
1. On The Precipice Of Defeat
2. * ~Asterisk~ (Versione colonna sonora)
3. Comical World
4. Oh So Tired
5. Head In The Clouds
6. Ditty For Daddy
7. Creeping Shadows
8. Raw Breath Of Danger
9. Enemy Unseen
10. Will Of The Heart
11. Requiem For The Lost Ones
12. Nothing Can Be Explained (Versione cantata)
13. Burden Of The Past
14. Destiny Awaits
15. Catch-22
16. Heat Of The Battle
17. Blaze Of The Soul Reaper
18. Battle Ignition
19. Never Meant To Belong
20. Storm Center
21. Number One (Versione cantata)
22. Going Home
23. Life is Like a Boat (Versione televisiva lunga)
24. Peaceful Afternoon
25. Thank You!! (Versione televisiva lunga)

### Bleach Original Soundtrack 2
1. Choked
2. Emergence Of The Haunted
3. On The Verge Of Insanity
4. Confrontation
5. Diago 45° Tango
6. Dodo Dance
7. Splaaash Boogie
8. Ominous Premonition
9. Phenomena
10. Demolition Drive
11. Here To Stay
12. A Requiem
13. Compassion
14. Citadel Of The Bount
15. The Calling
16. Shadow's Masquerade
17. Whisper Of The Apocalypse
18. Back The Wall
19. Rage Of Lunacy
20. Torn Apart
21. Swan Song
22. 999
23. Number One (Nas-T Mix)

### Bleach Original Soundtrack 3
1. La distancia para un duelo
2. Principio de lucha
3. Nube negra
4. Clavar la espada
5. No regresar
6. Fiesta de guerra
7. Batalla, Batalla
8. Andar errante
9. Get Smart!
10. Escalon (Shinji Hirako Theme Song)
11. Shady charade
12. Quincy's craft
13. Dominio del Chad
14. K.O.
15. Magot's dance
16. Orihime's line
17. Soundscape to ardor
18. HOLLOWED
19. Anguish
20. Princess in captivity
21. Cops'n robbers
22. Dancin' in the dunes
23. Can't back down
24. Scoudrels
25. Yours truly
26. Turkish delight
27. Ola! Arrancar Remix!!

### Bleach: Memories of Nobody Original Soundtrack
1. State of Emergency
2. Rush to the Scene
3. Number One (Versione film)
4. Always be with me in mind
5. Eerie Blank
6. Into the Storm
7. Senna
8. Shadows Close in
9. Perishing One
10. Blast!
11. Will Save You
12. Turn The Tables
13. Dark One
14. Nothing Anymore
15. Ceremony Commences
16. Number One (Malicious Gravy MC)
17. Come to Lend a Hand
18. Frenzied Battle
19. Fight to the Death
20. Tables Have Turned
21. Showdown
22. Climax And Annihilation of the World
23. Into the Fire
24. Always be with me in mind (Strumentale)
25. Into The Fire (Versione con chitarra)

## Theme Music
All'interno del manga esistono delle schede dove per ogni personaggio Tite Kubo ha voluto inserire la propria Theme Music, ecco tutte quelle presenti finora:
|                       | Artista            | Canzone                        | Album                                |
| --------------------- | ------------------ | ------------------------------ | ------------------------------------ |
| Ichigo Kurosaki       | Bad Religion       | News from the front            | Stranger than Fiction                |
| Rukia Kuchiki         | Ashley McIsaac     | Wing-Stock                     | Hi how are you today?                |
| Orihime Inoue         | Elsa               | T'en va pas                    | L'essentiel Elsa 1986-1993           |
| Yasutora Sado         | The Hellacopters   | No song Unheard                | High visibility                      |
| Tatsuki Arisawa       | Hal                | Mou Aoi Tori Wa Tobanai        | Love Letter                          |
| Isshin Kurosaki       | Social Distortion  | Don't drag me down             | White Light, White Heat, White Trash |
| Kon                   | Rip Slyme          | Bushman                        | Five                                 |
| Uryū Ishida           | Radiohead          | Idioteque                      | Kid A                                |
| Don Kanonji           | Georges Bizet      | Farandole                      | L'Arlesienne                         |
| Gin Ichimaru          | Saybia             | Snake Tongued Beast            | The Second You Sleep                 |
| Sōsuke Aizen          | In Flames          | Stand Ablaze                   | Subterranean                         |
| Byakuya Kuchiki       | Giovanni Mirabassi | Je chante pour passer le temps | Avanti!                              |
| Renji Abarai          | Hazu               | Norainu                        | The newborn                          |
| Shunsui Kyōraku       | Carlos Gardel      | Por Una Cabeza                 | Volumen 4                            |
| Tōshirō Hitsugaya     | AFI                | Girl's Not Grey                | Sing the Sorrow                      |
| Kenpachi Zaraki       | Massive Attack     | Superpredators                 | Mezzanine                            |
| Yachiru Kusajishi     | Sora Izumikawa     | Yahoo!                         | Sora He                              |
| Jūshirō Ukitake       | Jonathan Cain      | Back to the Innocence          | Back to the Innocence                |
| Ulquiorra Schiffer    | In Flames          | Moonshield                     | The Jester Race                      |
| Grimmjow Jaegerjaques | A Bombs            | Step Inside                    | And Just Costantly Rotating          |
| Kūgo Ginjō            | Bon Jovi           | Last Man Standing              | Have a Nice Day                      |

## Bleach Drama
I drama, tipicamente giapponesi, sono un misto di canzoni e di discorsi fatti dai doppiatori dell'anime, che narrano non necessariamenti episodi collegati all'anime, registrati su un cd e messi in vendita.
- Bleach Drama CD 1:
  - Titolo originale: Shinigami Daikō Hen: Shokei Zen'ya.
  - Titolo tradotto: Il capitolo del sostituto shinigami: La notte prima dell'esecuzione.
  - Descrizione: Descrive alcune scene della notte prima dell'esecuzione di Rukia Kuchiki
  - Data di pubblicazione: 2 febbraio 2005
- Bleach Drama CD 2:
  - Titolo originale: Shikonkai Sennyū Hen: Hanatarō no Sagashimono.
  - Titolo tradotto: L'invasione della Soul Society: L'oggetto perduto di Hanatarō
  - Descrizione: Hanatarou cerca un oggetto e lo aiutano nella ricerca i vari personaggi della serie
  - Data di pubblicazione: 27 luglio 2005
- Bleach Drama CD 3:
  - Titolo originale: Shikonkai Kyūshutsu Hen: Sōran Zen'ya
  - Titolo tradotto: Salvataggio dalla Soul Society: la notte prima della confusione.
  - Descrizione: Ambientato prima che Rukia torni nel mondo umano e che Aizen mostri i suoi poteri a tutti i vice capitani
  - Data di pubblicazione: 21 dicembre 2005
- Bleach Drama CD 4:
  - Titolo originale: Shikonkai no Kyūujitsu
  - Titolo tradotto: Saga Bount: un giorno fuori nella Soul Society
  - Descrizione: Tutti i membri del Gotei 13 passano un esame medico
  - Data di pubblicazione: 24 maggio 2006
- Bleach Drama CD 5:
  - Titolo originale: Seireitei: Daiengei Taikai
  - Titolo tradotto: Seireitei: Il grande raduno
  - Descrizione: Un grande party è stato organizzato, qualcuno di importante sta per venire e tutti sono curiosi.
  - Data di pubblicazione: 25 aprile 2007